# ガイドウェイバス

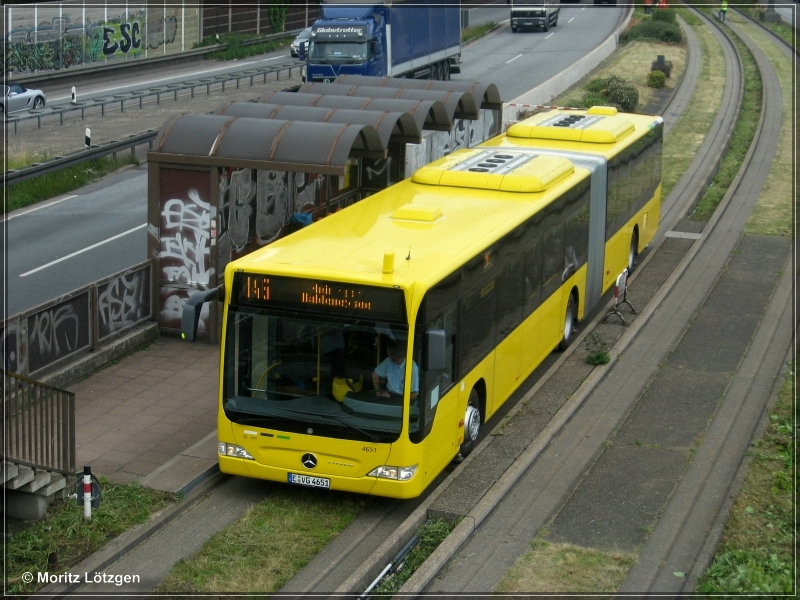
ガイドウェイバス（ドイツ・エッセンのEVAGで運用されているメルセデス・ベンツ・シターロ）

ガイドウェイバスとは、ガイドウェイを用いる形態のバスおよび輸送システムを指す。
バス専用走行路の両側に低い側壁（ガイドウェイ）を設置し、バスの走行を誘導する仕組みを持つ。英語では "Guided Bus" と呼ばれる。発祥のドイツでは開発を担当したダイムラー・ベンツのシステム名称である "O-Bahn" とも呼ばれている。「バスウェイ」と呼ばれることも多い。
磁気や光学的に誘導されるバスもガイドウェイバスの一種とすることがある。

## 歴史

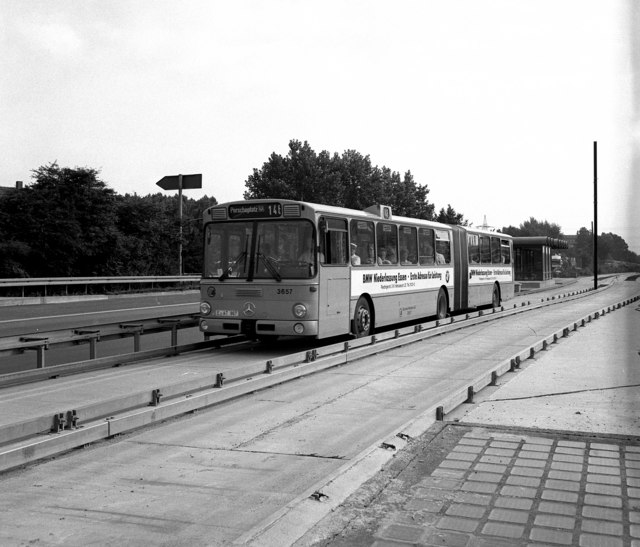
世界初のガイドウェイバス（1986年・ドイツのエッセン）

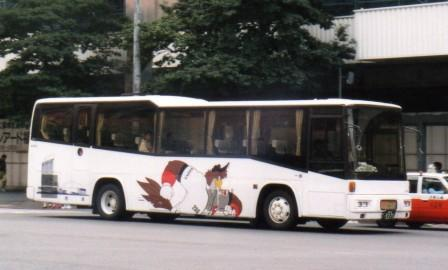
1989年のアジア太平洋博覧会で運行された車両（一般路線に転用後）

側壁の案内軌条により車両を誘導する仕組み自体は、1856年に馬車による特許がイギリスにおいて取得されており、1859年には実際にリヴァプールで「ガイドウェイ馬車」が運行されている。
この「ガイドウェイ馬車」は普及に至らなかったが、1970年代後半になり、ドイツ研究技術省 (Bundesministerium für Forschung und Technologie, BMFT) はエッセンの市内交通を担当するエッセン交通会社 (Essener Verkehrs-AG、EVAG) に対してガイドウェイバスの研究を行うように要請した。ドイツにはトラムが多く存在し、トラムは高架や地下を走る鉄道と比較して運行経費面では優位であったが、それでも車両の価格自体は決して安価なものとはいえないことから、車両費用の低いバス車両を使用し案内軌条によりバスの誘導を行うシステムとして、路面電車やライト・レール・トランジット (LRT) のごとくバスを利用するために開発されたシステムとして、ガイドウェイバスが検討された。
1979年にはエッセンのエアバッハ地区において実用化が決定、1980年から世界初のガイドウェイバスが運行を開始した。1984年にはイギリスのバーミンガムで試験的な導入が行われ、1986年にはオーストラリアのアデレードにおいて導入された。また、1989年には日本においてもアジア太平洋博覧会の会場内交通機関として導入され、2001年に名古屋市で日本初の本格的な新交通システムとして営業運転が開始された。

## 特徴
| ガイドウェイバスの車両の例（イギリス・クローリー）。 赤丸で囲まれた部分が案内輪 |  | ガイドウェイバス専用走行路の例（イギリス・イプスウィッチ）。 枠状のものが一般車両の進入を防ぐためのもので、左右の車輪がこれより広く、車体底部がこれより高い車両でないと通行できないようにしている |
| ガイドウェイバスの車両の例（イギリス・クローリー）。 赤丸で囲まれた部分が案内輪 |  | ガイドウェイバス専用走行路の例（イギリス・イプスウィッチ）。 枠状のものが一般車両の進入を防ぐためのもので、左右の車輪がこれより広く、車体底部がこれより高い車両でないと通行できないようにしている |

ガイドウェイバスに使用されるバスでは、通常のバスの車輪の近くに「案内輪」と呼ばれる小型で水平の車輪が設置されている。この案内輪が、専用走行路の両脇に設置された高さ180mm程度の側壁面（ガイドウェイ）をたどる仕組みで、狭い専用道でもハンドルの操作が必要なくバスが安全に誘導される。車両側では、案内輪とそれに付随する機構以外には特別な装備は必要ないため、専用走行路以外の道路では通常のバスとして運用が可能である。案内輪は、一般道路でも収納しない方式（固定式）と、一般道路走行時には収納される方式（収納式）があり、世界的には固定式が一般的である。こうした構造は、ほぼ全てのガイドウェイバスがダイムラー・ベンツが開発した方法に拠っている。
専用走行路については、バスのタイヤの接地面が一定の場所に限られるという特徴があり、これを利用して物理的に一般車両の進入を排除することが可能である。このことは、バス専用の走行区分を設ける方式（バスレーン）やバス専用道路と比較して、ガイドウェイバスが有利な点とされる。具体的には、バスのタイヤが接地する部分だけを舗装し、その間に段差を設けたり、走行妨害のための障害を設けることが可能である。また、案内軌条以外には機械的装置や電気的装置はほとんど必要がないため、安価で保守が容易である。
整備費用はバスレーンやバス専用道路と比較すると高くつくが、車両そのものにかかる費用はトラムよりも安くなる。1kmあたりの整備費用は、トラムが10億円から20億円であるのに対して、ガイドウェイバスは5億円から10億円程度である。このため、トラムの整備が費用的に過重であったり、もとからバスが市内交通の主力である都市には、トラムと同様の定時性や速達性をより安価に確保することが可能である。また必要なところにだけに整備を行うことで、さらに整備費用を低減させることも可能である。
日本においては自動案内軌条式旅客輸送システム (AGT) による輸送が必要なほど乗客数は見込めず、路線バスが渋滞等により輸送力やサービス低下を招いているような区域を対象に開発されている。専用路の全幅が2,900mm前後で、道路の構造が自動案内軌条式旅客輸送システム（AGT）と近いことから、まずガイドウェイバスとして開業し、輸送力増強が必要になった時点で自動案内軌条式旅客輸送システム（AGT）に切り替えることも企図されていた。

## 導入事例

### ドイツ
| アウトバーン中央分離帯に設けられた専用路を走るバス |  | トラム乗り入れに対応し、左側にも乗降用扉を有する「デュオバス」 |
| アウトバーン中央分離帯に設けられた専用路を走るバス |  | トラム乗り入れに対応し、左側にも乗降用扉を有する「デュオバス」 |

1980年9月にエッセン郊外のエアバッハ地区で開業した、世界で初めて実用化されたガイドウェイバスである。当初の距離は1.3kmであったが、数次に分けて4路線に対して整備され、専用路の区間は2005年時点で合計8.9kmに達している。1kmあたりの整備費は3900万円で、トラムの整備費とほぼ同額であるとされているが、1kmあたりの運行経費はトラムが27.3円であるのに対し、バスでは3.9円とされている。
当初は廃止されたトラムの軌道敷跡を利用したものであったが、その後の延伸区間においては道路（アウトバーン）の中央分離帯部分が専用路に充てられている。専用路区間での速度は60km/h程度であるが、直線区間であれば80km/h程度でも走行は可能。専用路は全て地平に設置されている。
1988年9月24日からは、都心部でトラム地下区間への乗り入れが開始された。この区間では軌道敷の両側にガイドウェイを敷設し、地下区間では排出ガスの影響を考慮してトロリーポールによって集電を行なう仕組みにした。これに対応して、両側側面に乗降用の扉を設置し、内燃動力であるディーゼルバスと電気動力であるトロリーバスの双方の機能を有するデュアルモード連節バス（通称「デュオバス」）が導入された。都心部では地下のトラムと同じホームから発着し、地上に出た後もトラムの併用軌道区間をトロリーバスとしてそのまま運行、さらにガイドウェイ区間はディーゼルバスとして運行し、一般道路区間では必要に応じてディーゼルバスかトロリーバスのどちらかのシステムで走行する。利用者の少ない時期などはトラムを運休し、代わりに「デュオバス」を運行することもあった。
| トラム地下駅に乗り入れた「デュオバス」 |  | マンハイムの軌道併用ガイドウェイバス |
| トラム地下駅に乗り入れた「デュオバス」 |  | マンハイムの軌道併用ガイドウェイバス |

バスの機動性と軌道の確実性を併せ持つシステムとして注目されたが、トラムの信号システムが稠密な運行に対応していなかった上、軌道脇に設置されたバス用の走行面（木製）の磨耗が早く、水がたまることでスリップが多発するようになった。2005年までにトラムへのバス乗り入れは廃止された。
これとは別に、マンハイムでは渋滞のひどい交差点を回避するため、1992年にトラム軌道の両脇にガイドウェイを整備し、バスの乗り入れを開始した。都心へ向かう方向のみの設定で、距離も0.8kmと短い距離である。ガイドウェイバスでは世界で初めて低床バスを導入した。
この2都市の事例以後、ドイツではガイドウェイバスの延伸計画はない。

### オーストラリア
| 公園地区内を走るオーバーン |  | 途中停留所では通常のバスも乗り入れ可能（パラダイス） |
| 公園地区内を走るオーバーン |  | 途中停留所では通常のバスも乗り入れ可能（パラダイス） |

アデレードの北東部に新興住宅地が開発され、この地区と都市部を結ぶ公共交通機関の整備にあたり、当初は市の南部で運行しているトラムの延伸導入も検討されていた。しかし、既存のバス路線網との連携が図れる上に整備費も安価であることから、ドイツで既に導入されていたシステムをそのまま採用することとなった。1986年3月に都市部からパラダイスまでの6kmが開業し、1989年にはモドバリーまで延伸され、全長約12kmの専用路が完成した。整備された当初は「バスウェイ」と称していたが、「オーバーン (O-Bahn) 」と俗称されていたことから、1995年には正式名称も「オーバーン (O-Bahn) 」に変更された。
専用路はアデレードの都市部外周にある公園地区内に整備され、全て地平に設置されている。用地取得費用が不要だったことから建設費は1kmあたり6億円に低減された。専用路での最高速度は100km/hで、2005年時点では世界最速のガイドウェイバスである。専用路区間の途中停留所ではガイドウェイは設置されておらず、乗り継ぎの便を図るために通常のバスも乗り入れが可能になっている。
2005年時点では単一路線としては世界最長距離のガイドウェイバスである。それまで通常のバスで30分から40分程度かかっていた所要時間がわずか6分から7分程度に短縮され、1日15,000人程度の利用者数となっている。しかし、1989年の延伸は経営上から必ずしも成功ではなかったとみられ、以後の延伸計画はない。

### 日本
1985年に建設省（当時）を主体としてガイドウェイバスの開発が開始され、1989年にアジア太平洋博覧会の会場内輸送機関として840mのガイドウェイバスが運行されたのが始まりである（後述）。1990年には愛知県名古屋市において事業化が決定し、1994年には主体となる名古屋ガイドウェイバス株式会社が設立され、2001年3月23日に上記の区間において「名古屋ガイドウェイバスガイドウェイバス志段味線」として本格的な営業運行が開始された。2024年現在では、上記の名古屋ガイドウェイバスガイドウェイバス志段味線が唯一のガイドウェイバス営業路線となっている。
| 高架の専用路を走行する「名古屋ガイドウェイバスガイドウェイバス志段味線」 |  | 停車場もバス用としては大規模な建造物になっている（大曽根駅） |
| 高架の専用路を走行する「名古屋ガイドウェイバスガイドウェイバス志段味線」 |  | 停車場もバス用としては大規模な建造物になっている（大曽根駅） |

日本で導入されたガイドウェイバスは、他国のものと異なる特徴をいくつか有する。
他の国では専用路区間を平地に設けているのに対し、日本では上述の通り新交通システムへの改修を見越した構造になっているため全線高架で整備されている。このため、1kmあたりの整備費は54億円に達し、他の導入国と比較すると異常なほど高額の整備費である。バスの乗降施設についても、モノレールの駅に匹敵する大掛かりな規模となっており、通常のバスのように路上から乗れる気軽さはない。さらに、運行規定では1駅間の走行台数は1台以下と決められており、通常のバスのような続行運転は出来ない。このような事情から、日本のガイドウェイバスに対しては「バスの機動性を十分に生かせていない」、「整備費用の低減というメリットも実現できていないのでは」という意見もある。
運行車両については、全車両ともツーステップバスが採用されている。2001年の開業時点では既にワンステップバスやノンステップバスは普及が進んでいたが、その時点で案内輪をはじめとするシステムの開発が既に終了しており、低床バスのために新たに開発する時間的余裕がなかったためである。案内輪は一般道路区間では収納されるが、これも日本独特の仕様である。

#### 営業路線
- ガイドウェイバス志段味線（名古屋ガイドウェイバス）大曽根駅 - 小幡緑地駅（6.5km）

愛知県名古屋市東区と守山区を結ぶ軌道法に基いた案内軌条式の軌道路線である。2001年3月23日開業。愛称は「ゆとりーとライン」。最高速度は60km/h。

#### 期間限定で運行された路線
- アジア太平洋博覧会ガイドウェイバス（アジア太平洋博覧会協会）遊戯施設前駅 - 東ゲート駅（0.8km）

1989年に福岡県福岡市にて開催されたアジア太平洋博覧会会期中のみの期間限定運行であり、軌道法の期間限定営業特許に基づく案内軌条式の軌道路線。愛称は「デュエット号」。全区間が専用走行路であり、途中に中間駅を2つを設けていた。実際の運行は西日本鉄道が委託を受けて実施した。1989年3月17日開業、同年9月4日運行終了。運行終了後、車両はガイドウェイ走行用の機構を撤去の上、路線バスに転用された。

#### 法規上の位置づけ
日本のガイドウェイバスの位置づけの特徴は、他の導入国では専用路区間であってもバスとして扱われているのに対し、日本においては無軌条電車（トロリーバス）、つまり軌道法の適用を受ける鉄道の一種として扱われていることである。このため、アジア太平洋博覧会が行われた福岡では路面電車の運転免許（乙種電気車運転免許）とバスを運転するための免許（大型自動車第二種免許）を両方とも保持する乗務員が運行を担当した。名古屋の名古屋ガイドウェイバスガイドウェイバス志段味線でも無軌条電車の運転免許（無軌条電車運転免許）を取得したバス乗務員が運行を担当している。専用路区間での最高速度は60km/hで、これも無軌条電車の法規が由来である。

### イギリス
1984年にバーミンガムで650mの区間に "TRACLINE 65" として導入されたのが始まりであるが、これは実験的な要素が強く、2年ほどで廃止されている。
| 片方向だけ整備された専用路（マンチェスター） |  | ダブルデッカーのガイドウェイバス（イプスウィッチ） |
| 片方向だけ整備された専用路（マンチェスター） |  | ダブルデッカーのガイドウェイバス（イプスウィッチ） |

その後、バス事業の自由化に伴い、1995年にイプスウィッチ郊外にて "Superoute 66" として200mの区間に導入された。この区間は一般道路では大きく迂回しなければならない区間をガイドウェイバスによって短絡することによって、自家用車からバスへの転移を促したもので、専用路区間にはスーパーマーケットと保健所が存在する。同じ年にはリーズで幹線道路の一部を専用路に転用したガイドウェイバス "Superbus" の運行が開始された。リーズの導入事例では、片方向のみの整備区間が多いことや、バスレーンの整備もあわせて行われていることが特徴である。リーズでは、ガイドウェイバスを将来のLRT計画の補完として位置づけている。その後、2001年にブラッドフォードでリーズと同様のガイドウェイバス "Quality Bus" が運行されているが、こちらはバスを都市交通の主体と位置づけている。その後2003年にはロンドン郊外のクローリーで "Sussex Fastway" として、2004年にはエディンバラでも "Fastlink" として導入が行なわれた。
これらイギリスのガイドウェイバスの特徴として、ダブルデッカーの運行が行なわれている点が挙げられる。2005年時点では6箇所にガイドウェイバスの整備計画が存在する。このうちケンブリッジでは延長27.4kmで、完成すれば世界最長のガイドウェイバスとなる。

## 類似システム
道路上の磁気マーカーや白線を読み取って車両を自動誘導するシステム。
電波磁気誘導式オランダで実用化されている「フィリアス」や日本で実用化された「IMTS」など、道路上に埋め込まれた磁気マーカーを読み取って車両の誘導を行うシステム。
光学式アメリカのラスベガスなどで実用化されている「CiViS」など、道路上に描かれた案内線を光学的に読み取って車両の誘導を行うシステム。

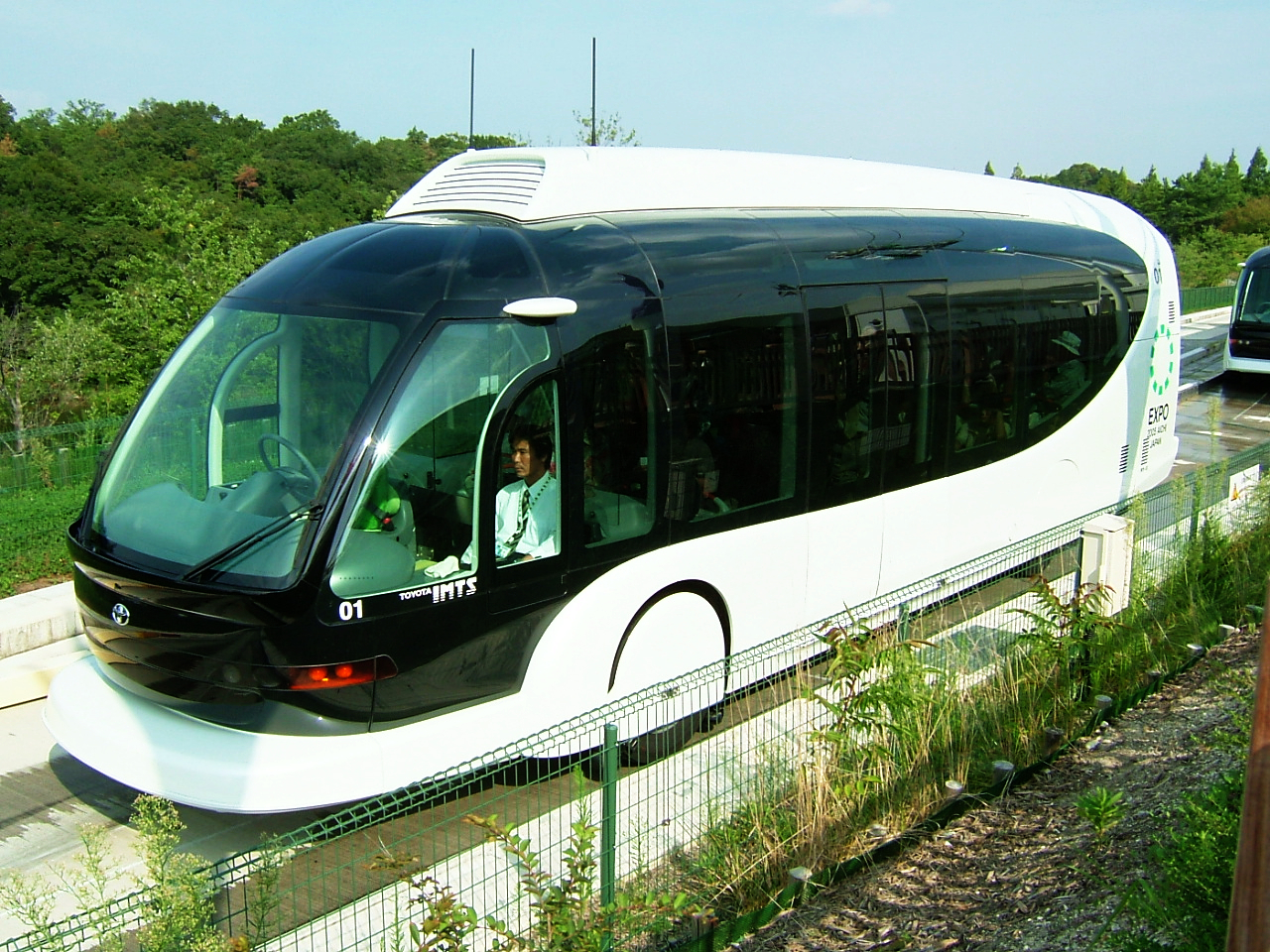
IMTS（日本・愛・地球博）
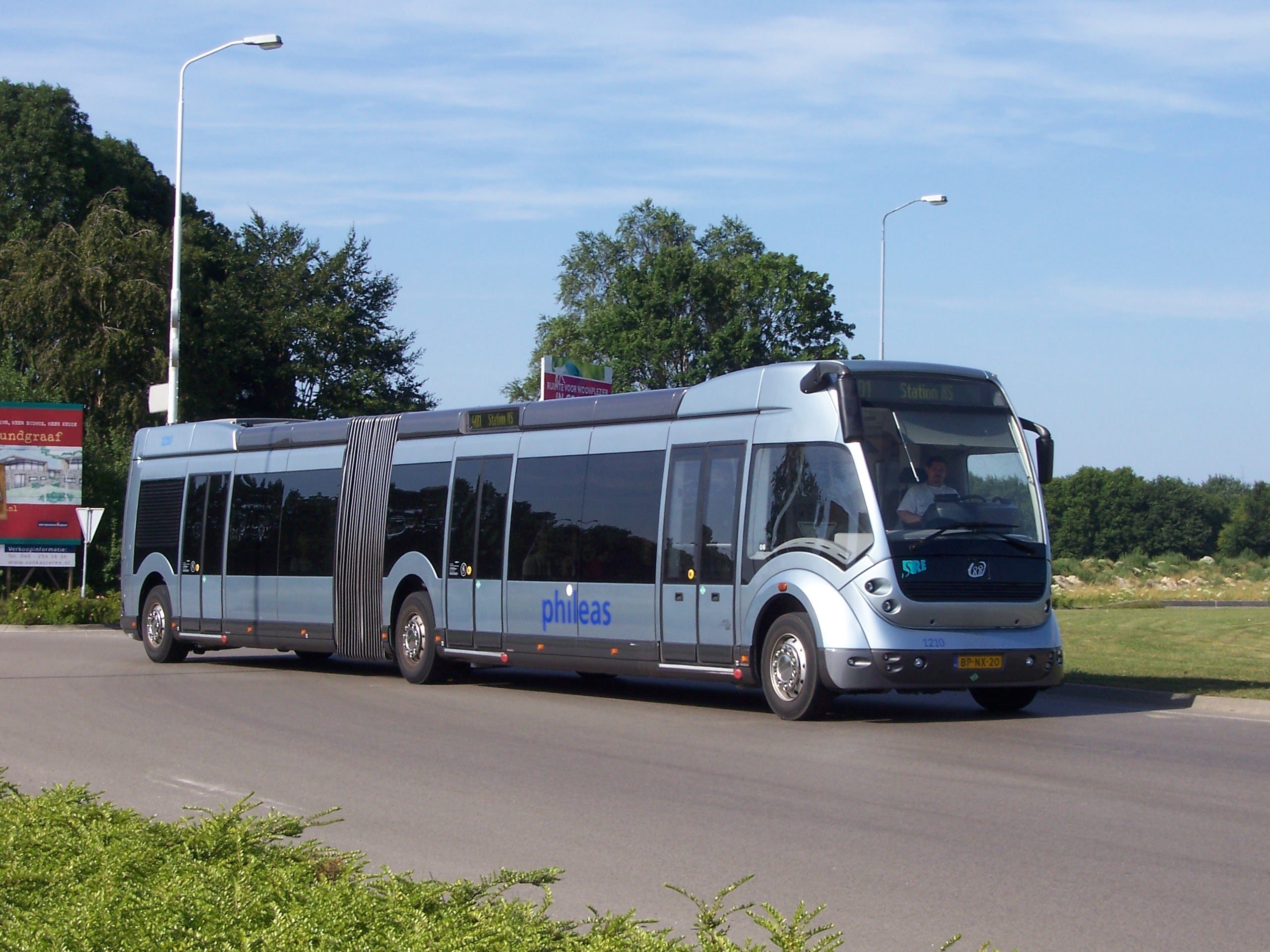
フィリアス（オランダのアイントホーフェン）
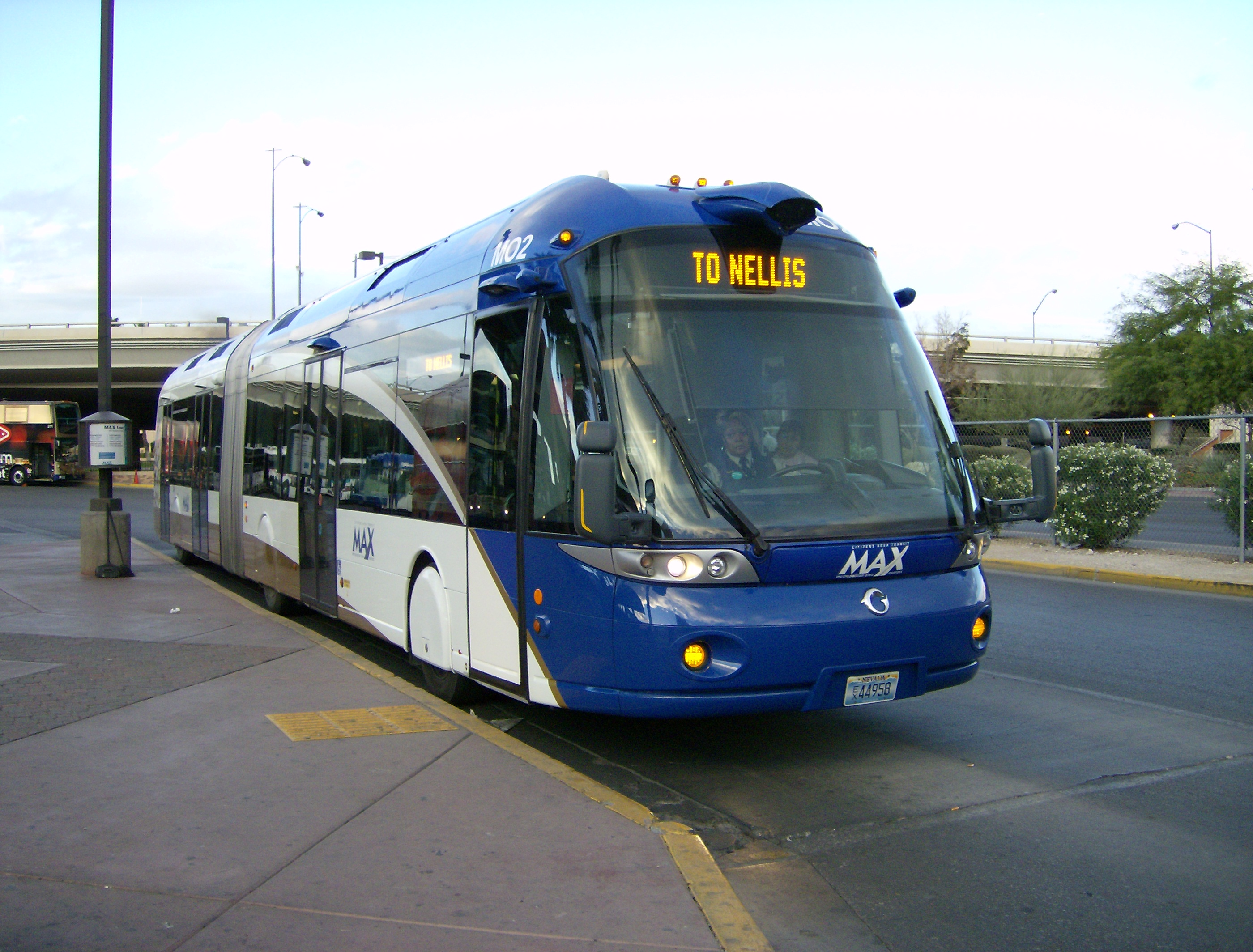
CiViS（アメリカのラスベガス）